# Forza campioni
Forza campioni (あしたへフリーキック?, Ashita e Furī Kikku, lett. "Calcio di punizione verso il domani") è un anime basato sul gioco del calcio, prodotto da Ashi Productions e Reteitalia in 52 episodi e trasmesso in Giappone a partire da aprile 1992. In Italia i primi 26 episodi sono stati trasmessi su Canale 5 nel 1992, mentre la serie completa è andata in onda nel 1994 su Italia 1, ed è stata poi replicata anche sulle emittenti Italia Teen Television, Hiro, Mediaset Extra (limitatamente all'episodio La prima partita all'interno di Bim Bum Bam Generation) e Italia 2. Al contrario di  Holly e Benji le partite coprono solo una piccola parte della storia, che gira sulla vita personale di Nick fuori dal campo.

## Trama
La storia inizia con l'arrivo di Nick e di Roberto, suo cugino, nella cittadina dove avrebbero dovuto frequentare l'università e dove Roberto dovrebbe di lì a poco farsi operare alle gambe. Roberto ha infatti ancora i postumi di una brutta caduta da cavallo ed è costretto ad utilizzare una sedia a rotelle in attesa dell'operazione.
Poco dopo il suo arrivo, quasi per caso Nick trova un pallone da calcio. Lui non aveva mai giocato a pallone, ma quando comincia a palleggiare, mette in mostra un'abilità innata. Il ragazzo è osservato attentamente da due amiche: la pallavolista Miriam, e Doris, che tra l'altro è la figlia dell'allenatore della "Godai Soccer Club", la squadra di calcio universitaria.
Quando le ragazze riferiranno tutto ai componenti della squadra cittadina, questi cominciano a dare una mano a Nick per imparare le regole del calcio, visto che il ragazzo non aveva mai giocato prima.
Mentre quindi Roberto dimostrerà subito il suo grande talento come progettista ed architetto, Nick scoprirà piano piano le sue grandi capacità che non credeva di avere fino a diventare un campione.

## Doppiaggio
Il doppiaggio italiano è stato effettuato presso lo studio Deneb Film di Milano sotto la direzione di Sergio Romanò. La traduzione dal giapponese è a cura di Luisella Sgammeglia e Achille Brambilla e i dialoghi italiani sono di Cristina Robustelli e Maddalena Vadacca.
| Personaggio                      | Doppiatore originale | Doppiatore italiano       |
| -------------------------------- | -------------------- | ------------------------- |
| Nick Godai (Shun Godai)          | Takeshi Kusao        | Felice Invernici          |
| Roberto Bazzettini               | Nozomu Sasaki        | Ivo De Palma              |
| Miriam (Mizuho Aritaka)          | Yuri Amano           | Elisabetta Spinelli       |
| Doris (Mirei Morita)             | Ai Orikasa           | Lara Parmiani             |
| Dario (Daichi Tachibana)         | Yasunori Matsumoto   | Claudio Moneta            |
| Toto                             | Kappei Yamaguchi     | Stefano Dondi             |
| Karl Henderson                   | Ryuzou Ishino        | Nicola Bartolini Carrassi |
| José (Jose Mascowitz)            | Wataru Takagi        | Luca Bottale              |
| Marco De Ninni                   | Masami Kikuchi       | Andrea De Nisco           |
| Ken Morita                       | Tomomichi Nishimura  | Mario Scarabelli          |
| Katia Godai (Kanae Godai)        | Sakiko Tamagawa      | Alessandra Karpoff        |
| Rita                             |                      | Maura Marenghi            |
| Laura                            |                      | Giusy Di Martino          |
| Johan Johannsen                  | Toshiyuki Morikawa   | Flavio Arras              |
| Ray Rando (Shin Rando)           | Takehito Koyasu      | Gabriele Calindri         |
| Carlos Lopez                     | Nobuyuki Furuta      | Stefano Albertini         |
| Giulia                           |                      | Emanuela Pacotto          |
| Carlo Ferrini                    | Shunsuke Shima       | Gianni Mantesi            |
| Nonno di Nick (Shuzo Godai)      | Shōzō Iizuka         | Antonio Paiola            |
| Sebastian (Theodorine Sebastian) | Shōzō Iizuka         | Sante Calogero            |
| Lidia (Yoko Sebastian)           | Kumiko Takizawa      | Caterina Rochira          |
| Antonio Godai                    | Keiji Fujiwara       | Marco Balzarotti          |
| Sandro                           |                      | Massimiliano Lotti        |
| Alyssa (Alyssa Montino)          | Yūko Mizutani        | Marina Massironi          |
| Fritz Becken                     | Jūrōta Kosugi        | Diego Sabre               |

## Sigle
Sigla iniziale giapponese
"Get My Goal" è interpretata da Takeshi Kusao
Sigla finale giapponese
"明日はグッドラック (Ashita wa Good Luck?)" è interpretata da Takeshi Kusao
Sigla iniziale e finale italiana
"Forza campioni", testo di Alessandra Valeri Manera, musica di Ninni Carucci è interpretata da Cristina D'Avena.
Sigla iniziale e finale spagnola
"Supercampeones", musica di Carmelo "Ninni" Carucci (tema della sigla italiana)
Sigla iniziale e finale francese
Musica di Carmelo "Ninni" Carucci (tema della sigla italiana)

## Episodi
La serie è composta da 52 episodi andati in onda in Giappone a partire dal 14 aprile 1992. In Italia i primi 26 episodi sono stati trasmessi su Canale 5 dal 21 settembre al 27 ottobre 1992, mentre la serie completa è andata in onda su Italia 1 dal 27 febbraio all'11 giugno 1994.
| Nº | Titolo italiano Giapponese 「Kanji」 - Rōmaji | In onda           | In onda |
| Nº | Titolo italiano Giapponese 「Kanji」 - Rōmaji | Giapponese        |         |
| 1  | Un luogo incantevole 「ゴダイリゾート」 - Godai Rizōto                                                                                            | 14 aprile 1992    |         |
| 2  | Sogni e speranze 「インターミッション」 - Intāmisshon                                                                                             | 21 aprile 1992    |         |
| 3  | La prima partita 「イッツ レイン」 - Ittsu Rein                                                                                                   | 28 aprile 1992    |         |
| 4  | Un grande talento 「プライベートな事」 - Puraibētona koto                                                                                         | 5 maggio 1992     |         |
| 5  | Piccole incertezze 「急接近」 - Kyū sekkin | 12 maggio 1992    |         |
| 6  | Un lieve infortunio 「ねんざ」 - Nenza | 19 maggio 1992    |         |
| 7  | Bentornato Nick! 「サルバトーレ カンタビレ ペレケトランポ７世」 - Sarubatōre kantabire Pereke Toranpo 7-sei                                       | 26 maggio 1992    |         |
| 8  | Spirito di squadra 「カールな気分」 - Kāruna kibun                                                                                                | 2 giugno 1992     |         |
| 9  | Una grande notizia 「シミュレーション」 - Shimyurēshon                                                                                            | 9 giugno 1992     |         |
| 10 | Lezione da campione 「ワン+ワン」 - Wan + Wan | 16 giugno 1992    |         |
| 11 | Una giornata di riposo 「こんな時にデート」 - Kon'na toki ni Dēto                                                                                 | 23 giugno 1992    |         |
| 12 | Appuntamento mancato 「ウォンチュー」 - Uonchū | 30 giugno 1992    |         |
| 13 | La vigilia della partita (1a. parte) 「ママ トールド ミー」 - Mama Tōrudo Mī                                                                      | 7 luglio 1992     |         |
| 14 | La vigilia della partita (2a. parte) 「レッツ パーティ」 - Rettsu Pāti                                                                            | 14 luglio 1992    |         |
| 15 | La coppa degli esordienti (1a. parte) 「熱」 - Netsu                                                                                              | 21 luglio 1992    |         |
| 16 | La coppa degli esordienti (2a. parte) 「すれすれ」 - Suresure                                                                                     | 28 luglio 1992    |         |
| 17 | Niente scherzi 「シンクロニシティ」 - Shinkuronishiti                                                                                             | 4 agosto 1992     |         |
| 18 | Rivali 「ちょっとした事」 - Chottoshita koto | 11 agosto 1992    |         |
| 19 | Un imprevisto 「トラブルメイカー」 - Toraburu Meikā                                                                                               | 18 agosto 1992    |         |
| 20 | Una donna misteriosa 「彼女は...」 - Kanojo ha...                                                                                                 | 25 agosto 1992    |         |
| 21 | A ciascuno il suo sogno 「宿題」 - Shukudai | 1º settembre 1992 |         |
| 22 | Un momento di crisi 「きょうからリーグ戦」 - Kyōkara rīgu-sen                                                                                     | 8 settembre 1992  |         |
| 23 | Il giallo dello stadio 「プ・レ・ゼ・ン・ト」 - Pu re ze n to                                                                                     | 15 settembre 1992 |         |
| 24 | Una vacanza movimentata 「コースアウト」 - Kōsuauto                                                                                               | 22 settembre 1992 |         |
| 25 | Partenza improvvisa 「さようなら」 - Sayōnara | 29 settembre 1992 |         |
| 26 | Un vuoto incolmabile 「ローラーコースター」 - Rōrākō Sutā                                                                                         | 4 novembre 1992   |         |
| 27 | Lo chalet sul lago 「アンフォゲッタブル」 - Anfogettaburu                                                                                         | 5 novembre 1992   |         |
| 28 | Calcio nei vicoli 「異国の路地裏で」 - Ikoku no rodjiura de                                                                                       | 6 novembre 1992   |         |
| 29 | L'importante è sorridere 「プリティーフェイス」 - Puritī Feisu                                                                                    | 14 novembre 1992  |         |
| 30 | Regalo di nozze 「会いに行く」 - Ai ni iku | 21 novembre 1992  |         |
| 31 | Un aiuto provvidenziale 「バックスピン」 - Bakku Supin                                                                                            | 28 novembre 1992  |         |
| 32 | Albatro 「あほうどり」 - Ahōdori | 5 dicembre 1992   |         |
| 33 | Nostalgia 「風にフォロースルー」 - Kaze ni Forōsurū                                                                                               | 12 dicembre 1992  |         |
| 34 | Ritorno alla grande 「紆余曲折」 - Uyokyokusetsu                                                                                                  | 19 dicembre 1992  |         |
| 35 | Vecchie superstizioni 「あっ！」 - Atsu! | 26 dicembre 1992  |         |
| 36 | Nuovi incentivi 「ショータイム」 - Shō Taimu | 2 gennaio 1993    |         |
| 37 | Il ritiro 「いきあたりばったり」 - Ikiataribattari                                                                                                | 9 gennaio 1993    |         |
| 38 | Quasi un adagio 「テレフォン」 - Terefon | 16 gennaio 1993   |         |
| 39 | Sognando il goal 「バラエティ」 - Baraeti | 23 gennaio 1993   |         |
| 40 | La grande partita 「意識しすぎ」 - Ishiki shi sugi                                                                                                | 30 gennaio 1993   |         |
| 41 | Più veloce del vento 「ミート アゲイン」 - Mīto Agein                                                                                             | 6 febbraio 1993   |         |
| 42 | Un altro Albatro 「フィール ソー グッド」 - Fīru Sō Guddo                                                                                         | 13 febbraio 1993  |         |
| 43 | Che partita 「そんなお友達」 - Son'na o tomodachi                                                                                                 | 20 febbraio 1993  |         |
| 44 | Capitan Dario 「時差ボケ」 - Jisa boke | 27 febbraio 1993  |         |
| 45 | Fermate il tempo 「リフレッシュ！」 - Rifuresshu!                                                                                                 | 6 marzo 1993      |         |
| 46 | Tensione 「フルボリューム」 - Furu Boryūmu | 13 marzo 1993     |         |
| 47 | Una finta e palla in rete 「ゆるしてあげる」 - Yurushite ageru                                                                                    | 20 marzo 1993     |         |
| 48 | Che bella amicizia 「39.8 °C」 - 39.8 (Sessi) | 27 marzo 1993     |         |
| 49 | Tutti i metodi sono buoni 「主に言葉ではなくプレイする姿から伝わってくるもの」 - Omoni kotoba dehanaku purei suru sugata kara tsutawa ttekurumono | 3 aprile 1993     |         |
| 50 | L'onda 「シーラカンス」 - Shirakansu | 10 aprile 1993    |         |
| 51 | Occhi languidi 「ポリシー＆アイディンティティ」 - Porishi & Aideinteitei                                                                          | 17 aprile 1993    |         |
| 52 | Domani si decide 「あしたキックオフ」 - Ashita Kikkuofu                                                                                           | 24 aprile 1993    |         |